# Yogev Ohayon
Yogev Ohayon (in ebraico יוגב אוחיון‎?; Safad, 24 aprile 1987) è un cestista israeliano.

## Carriera
Con Israele ha disputato quattro edizioni dei Campionati europei (2011, 2013, 2015, 2017).

## Palmarès

### Squadra
- Campionato israeliano: 2

Maccabi Tel Aviv: 2011-12, 2013-14
- Coppa di Israele: 7

Maccabi Tel Aviv: 2011-12, 2012-13, 2013-14, 2014-15, 2015-16, 2016-17
Hapoel Gerusalemme: 2018-19
- Coppa di Lega israeliana: 5

Hapoel Gerusalemme: 2009
Maccabi Tel Aviv: 2011, 2012, 2013, 2015
- Lega Adriatica: 1

Maccabi Tel Aviv: 2011-12
- Eurolega: 1

Maccabi Tel Aviv: 2013-14
- Lega Balcanica: 1

Hapoel Holon: 2020-21

### Individuale
- Ligat ha'Al MVP finali: 1

Maccabi Tel Aviv: 2011-12